# Københavnerfortolkningen (dokumentarfilm)
Københavnerfortolkningen er en dansk dokumentarfilm fra 2004 instrueret af Lars Becker-Larsen efter eget manuskript.

## Handling
"Verden kan ikke være så forrykt", udtalte Albert Einstein om den filosofiske lære, som Niels Bohr sammenfattede af kvantefysikken. Den er kendt som Københavnerfortolkningen og har, lige siden den blev fremsat i 1920'erne, været omstridt. Selv i nutiden er fremtrædende fysikere meget delte i synet på Københavnerfortolkningens vidtgående konsekvenser for, hvad man skal forstå som virkelighed. I Wien har moderne versioner af kvantefysikkens centrale eksperimenter klart demonstreret, at de mindste byggesten af alting er en paradoksal anderledes verden. Nu kan de mærkelige kvantefænomener konstateres selv på store afstande, og fysikerne arbejder målrettet på, at de kan anvendes i en fremtidig generation af meget hurtige computere.